# 1087
1087 (MLXXXVII) a fost un an obișnuit al calendarului iulian.

## Evenimente
- 9 mai: Moaștele Sfântului Nicolae al Mirelor sunt aduse la Bari, în Italia, unde devine sfântul patron al orașului.

- 30 mai: Încoronarea lui Conrad ca rege romano-german la Aachen, la vârsta de 13 ani, fapt ce îi permite lui Godefroy de Bouillon să i se restituie ducatul Lorenei Inferioare.

- 1 august: Pecenegii solicită Imperiului bizantin încheierea păcii, însă sunt refuzați de împăratul Alexios I Comnen; ca urmare, armata bizantină este distrusă la Dristra (astăzi, Silistra), pe Dunăre, iar Alexios se retrage cu trupele sale la Beroea; Constantinopolul este salvat prin izbucnirea unui conflict între pecenegi și cumani, cauzat de împărțirea prăzilor.

- 6 august: Campanie navală comună a genovezilor și pisanilor, care cuceresc Mahdia, capitala statului musulman al zirizilor; cuceritorii obțin o pradă imensă, evaluată la 100.000 dinari de aur.

- 26 septembrie: După moartea lui William I, tronul Angliei este ocupat, ca urmare a intervențiilor lui Lanfranc, arhiepiscop de Canterbury, de către William al II-lea "Rufus", în defavoarea fratelui său Robert I "Courteheuse", care rămâne duce de Normandia.

### Nedatate
- Inge I "cel Bătrân" revine în Svealand și îl ucide pe Blot-Sweyn, devenind singurul rege în Suedia; momentul conduce la distrugerea templului păgân de la Uppsala de către noul rege.

- Regatul Lavo, din Thailanda, suferă o invazie din partea regelui birmanez Kyanzittha; capitala se mută de la Lopburi la Ayutthaya.

- Revolta nobililor din Galicia împotriva regelui Alfonso al VI-lea al Castiliei.

- Se reiau cuceririle normanzilor din sudul Italiei, prin atacarea Siciliei; Siracusa este cucerită după o îndelungată luptă pe mare și pe uscat.

## Arte, Știință, Literatură și Filozofie
- 7 iulie: Catedrala St. Paul din Londra este distrusă de un incendiu.

## Înscăunări
- 5 ianuarie: Horikawa, împărat al Japoniei (1087-1107).
- 30 mai: Conrad, rege romano-german.
- 26 septembrie: William al II-lea, rege al Angliei (1087-1100).
- 26 septembrie: Robert I Courteheuse, duce de Normandia (1087-1106).
- Inge I "cel Bătrân", ca rege unic al Suediei (1087-1105)

## Nașteri
- 13 septembrie: Ioan al II-lea Comnen, împărat bizantin (d. 1143).
- Amedeo al III-lea, conte de Savoia (d. 1148).
- Zengi, fondator al dinastiei zengide în Siria (d. 1146).

## Decese
- 9 septembrie: William I, rege al Angliei și duce de Normandia (n. 1028).
- 16 septembrie: Papa Victor al III-lea (n. 1027).
- Blot-Sweyn (Sven "Sacrificatorul"), rege al Suediei (n. ?)
- Constantin "Africanul" (Constantinus Africanus), medic și literat arab (n. ?)
- Domenico Selvo, doge al Veneției (n. ?)
- Guillaume I de Burgundia (n. 1020).